# Bituberochernes jonensis
Espèce
Bituberochernes jonensis est une espèce de pseudoscorpions de la famille des Chernetidae.

## Distribution
Cette espèce est endémique de Saint John aux îles Vierges des États-Unis.

## Description
Les mâles mesurent de 3,12 à 3,25 mm et les femelles de 3,20 à 4,30 mm.

## Étymologie
Son nom d'espèce, composé de jon et du suffixe latin -ensis, « qui vit dans, qui habite », lui a été donné en référence au lieu de sa découverte, Saint John.

## Publication originale
- Muchmore, 1979 : Pseudoscorpions from Florida and the Caribbean area. 8. A new species of Bituberochernes from the Virgin Islands (Chernetidae). Florida Entomologist, vol. 62, no 4, p. 313-316 (texte intégral).